# Dzielnik

Relacja podzielności wprowadza częściowy porządek w zbiorze liczb naturalnych; można go przedstawić przez diagram Hassego.

Dzielnik – dwuznaczne pojęcie arytmetyczne:
- drugi, prawy argument dzielenia – jeśli {\displaystyle a:b=q,} to {\displaystyle a} nazywa się dzielną, {\displaystyle b} – dzielnikiem, a {\displaystyle q} – ilorazem[1]. Tak rozumiany dzielnik odpowiada mianownikowi ułamka;

- liczba całkowita, która dzieli bez reszty daną liczbę całkowitą[1]. To, że liczba {\displaystyle a} dzieli liczbę {\displaystyle b} oznacza, że iloraz {\displaystyle b:a} jest całkowity; zapisuje się to[2]: {\displaystyle a|b.} Formalnie:

{\displaystyle a|b\Leftrightarrow b:a\in \mathbb {Z} .}
Innymi słowy druga z tych liczb jest iloczynem tej pierwszej i jakiejś innej całkowitej:
{\displaystyle a|b\Leftrightarrow \exists q\in \mathbb {Z} :b=qa.}
Dzielnik liczby to każda liczba, której wielokrotnością jest ta zadana; relacja bycia dzielnikiem – czyli podzielność – to relacja odwrotna do bycia wielokrotnością. Ta definicja jest nieco szersza – dzielenie przez zero nie jest określone, przez co zero nie może być dzielnikiem w pierwszym znaczeniu; z drugiej strony zero ma wielokrotność – równą jemu samemu, przez co w dalszej części artykułu przyjęto, że zero dzieli samo siebie {\displaystyle (0|0).}
Relacja podzielności to jeden z fundamentów arytmetyki, zarówno elementarnej, jak i teoretycznej, czyli teorii liczb. Przez podzielność definiuje się:
- podstawowe typy liczb naturalnych jak liczba parzysta, pierwsza czy złożona;
- działania jak największy wspólny dzielnik (NWD);
- inne relacje jak względna pierwszość i przystawanie (kongruencja).

O podzielności liczb mówią niektóre twierdzenia jak lemat Euklidesa. Pojęcie dzielnika wprowadza się też w bardziej ogólnych strukturach algebraicznych jak półgrupy, zwłaszcza pierścienie.

## Przykłady i odmiany

Liczby dodatnich dzielników kolejnych liczb naturalnych – ciąg ten jest znany jako funkcja tau (τ).

Liczba {\displaystyle 3} dzieli liczbę {\displaystyle 18,} ponieważ {\displaystyle 18=3\cdot 6.} Poniższa tabela przedstawia podzielność jednocyfrowych liczb naturalnych – wypełnienie komórki oznacza, że liczba z początku wiersza (po lewej) dzieli liczbę z początku kolumny (na górze):
|   | 0  | 1  | 2  | 3  | 4  | 5  | 6  | 7  | 8  | 9  |
| 0 | \| |    |    |    |    |    |    |    |    |    |
| 1 | \| | \| | \| | \| | \| | \| | \| | \| | \| | \| |
| 2 | \| |    | \| |    | \| |    | \| |    | \| |    |
| 3 | \| |    |    | \| |    |    | \| |    |    | \| |
| 4 | \| |    |    |    | \| |    |    |    | \| |    |
| 5 | \| |    |    |    |    | \| |    |    |    |    |
| 6 | \| |    |    |    |    |    | \| |    |    |    |
| 7 | \| |    |    |    |    |    |    | \| |    |    |
| 8 | \| |    |    |    |    |    |    |    | \| |    |
| 9 | \| |    |    |    |    |    |    |    |    | \| |

Każda liczba całkowita dzieli się przez samą siebie, liczbę do niej przeciwną, jedynkę i minus jedynkę. Te dzielniki są znane jako trywialne, a pozostałe jako nietrywialne. Na przykład:
- liczba {\displaystyle 10} ma osiem dzielników: {\displaystyle \{-10,-5,-2,-1,1,2,5,10\},} przy czym cztery z nich {\displaystyle \{-10,-1,1,10\}} są trywialne;
- jedynka (1) i liczby pierwsze mają wyłącznie trywialne dzielniki, za to zero (0) i liczby złożone mają też inne (nietrywialne).

Liczbę wszystkich dzielników dodatnich liczby określa funkcja tau {\displaystyle (\tau );} przykładowo {\displaystyle \tau (10)=4.} Obok podano jej wykres dla argumentów nieprzekraczających 250.
Dzielnik właściwy liczby to każdy dodatni różny od niej samej; liczba {\displaystyle 10} ma trzy dzielniki właściwe {\displaystyle \{1,2,5\}.} Liczby pierwsze można zdefiniować jako takie, które mają dokładnie jeden dzielnik właściwy: jedynkę.

## Własności

### Podzielność jako praporządek
- Wspomniany fakt, że każda liczba dzieli siebie samą, nazywa się zwrotnością podzielności.
- Podzielność jest przechodnia – dzielnik dzielnika danej liczby też jest dzielnikiem tej liczby: {\displaystyle a|b\land b|c\Rightarrow a|c.}
- Relacje o tych dwóch cechach – zwrotne i przechodnie – nazywa się praporządkami.

### Podzielność jako częściowy porządek

Krata dodatnich dzielników liczby 60.

- Liczby wzajemnie podzielne mają równy moduł (wartość bezwzględną) – są sobie równe lub przeciwne: {\displaystyle (a|b\land b|a)\Rightarrow (a=b\lor a=-b).}
- W szczególności oznacza to, że wzajemnie podzielne liczby naturalne są sobie równe; relacje o tej własności nazywa się antysymetrycznymi.
- Antysymetryczne praporządki są znane jako częściowe porządki, a zbiory z taką relacją – jak para {\displaystyle (\mathbb {N} ,|)} – są nazywane posetami.
- Ten konkretny poset należy do krat, ponieważ dla każdej pary liczb naturalnych istnieją największy wspólny dzielnik (NWD) oraz najmniejsza wspólna wielokrotność (NWW), pełniące role kresów – odpowiednio dolnego (infimum) i górnego (supremum).
- Zbiór dodatnich dzielników danej liczby też tworzy kratę. Obok podano diagram Hassego dzielników liczby 60.

### Inne własności
- Dzielnik dwóch liczb jest też dzielnikiem ich sumy[5]: {\displaystyle (a|b\land a|c)\Rightarrow a|(b+c).} Co więcej, {\displaystyle a|(mb+nc)} dla dowolnych liczb całkowitych {\displaystyle m} oraz {\displaystyle n}[potrzebny przypis]. Twierdzenie odwrotne nie zachodzi: {\displaystyle 2|(3+3),} ale dwójka nie dzieli żadnego z tych składników.
- Istnieją sposoby, żeby sprawdzić podzielność dwóch liczb bez całej procedury dzielenia z resztą. Metody te opierają się na cechach podzielności – warunkach równoważnych tej własności; przykładowo dla sprawdzenia podzielności przez 3 i 9 wystarczy znać sumę cyfr liczby w zapisie dziesiętnym.

## Uogólnienia
Podwielokrotnością liczby {\displaystyle n} nazywa się każdą taką liczbę {\displaystyle a,} dla której {\displaystyle n:a} jest liczbą naturalną, w ten sposób {\displaystyle n} jest wielokrotnością {\displaystyle a.} W przeciwieństwie do podwielokrotności, od dzielnika wymaga się zwykle, by był on liczbą naturalną.
Ogólnie definicję precyzuje się niekiedy dodatkowymi warunkami, np.:
- iloraz powinien być określony jednoznacznie (czego wymaga się zwykle w teorii pierścieni), z tego powodu przyjmuje się {\displaystyle b\neq 0} (zob. dzielenie przez zero). Wtedy dzielnik jest synonimem podwielokrotności będącej liczbą całkowitą. W ten sposób w dowolnym ciele (np. liczb wymiernych; jest to prawdą w pierścieniu bez dzielników zera) jedynym dzielnikiem zera jest zero.
- dla uproszczenia rozważa się niekiedy wyłącznie dzielniki dodatnie, dodaje się wtedy warunek {\displaystyle b>0,} dzięki czemu można przykładowo założyć, że liczba pierwsza jest liczbą o dokładnie dwóch dzielnikach (zob. uogólnienia).

Definicję dzielnika można rozszerzyć na dziedziny całkowitości; dział teorii pierścieni zajmujący się badaniem podzielności w pierścieniach nazywa się teorią podzielności. Relację podzielności można zdefiniować w dowolnej półgrupie. Jeżeli ma ona element zerowy, to każdy element jest dzielnikiem zera (w szczególności w liczbach całkowitych {\displaystyle 0} jest wielokrotnością dowolnej liczby i każda liczba jest jej dzielnikiem).

### Relacja stowarzyszenia
Jeżeli {\displaystyle x|y} i {\displaystyle y|x,} to elementy {\displaystyle x} oraz {\displaystyle y} nazywa się stowarzyszonymi. Relacja stowarzyszenia zdefiniowana wzorem
{\displaystyle x\sim y\iff x|y\land y|x}
jest relacją równoważności. Można to wyrazić również następująco:
{\displaystyle x\sim y\iff x=cy,}
gdzie {\displaystyle c} jest elementem odwracalnym (jednością; w istocie są to dzielniki jedynki), tzn. intuicyjnie: elementy stowarzyszone „różnią się” o czynnik odwracalny. Jest to równoważne stwierdzeniu, iż jeżeli {\displaystyle x|y,} to dla dowolnej liczby {\displaystyle w} takiej, że {\displaystyle w\sim x} zachodzi również {\displaystyle w|y.} Jest to powód dla którego wyróżnia się tradycyjnie w zbiorze dzielników pewne elementy (np. liczby dodatnie wśród liczb całkowitych): wtedy jeden z dzielników reprezentuje inne z nim stowarzyszone (w liczbach całkowitych odwracalne są wyłącznie {\displaystyle 1} oraz {\displaystyle -1}). W ten sposób dzielniki właściwe można opisać jako dzielniki, które nie stowarzyszone z daną liczbą i niebędące przy tym jednościami. Dzielniki nierozkładalne to dzielniki niebędące jednością, który nie ma dzielników właściwych.
Największy dzielnik elementu {\displaystyle x,} który jest równocześnie dzielnikiem {\displaystyle y} nazywa się największym wspólnym dzielnikiem tych elementów, przy czym jest on określony z dokładnością do stowarzyszenia.

## Literatura dodatkowa
- Fritz Reinhardt, Heinrich Soeder: Atlas matematyki. Warszawa: Prószyński i S-ka, 2003, s. 121. ISBN 83-7469-189-1.
- Andrzej Mostowski, Marceli Stark: Elementy algebry wyższej. Wyd. 7. Warszawa: Państwowe Wydawnictwo Naukowe, 1974. Brak numerów stron w książce